# Leia guaycurusi
Leia guaycurusi är en tvåvingeart som beskrevs av Lane 1950. Leia guaycurusi ingår i släktet Leia och familjen svampmyggor. Inga underarter finns listade i Catalogue of Life.